# 22613 Callander
22613 Callander è un asteroide della fascia principale. Scoperto nel 1998, presenta un'orbita caratterizzata da un semiasse maggiore pari a 2,3853079 UA e da un'eccentricità di 0,1594171, inclinata di 8,48798° rispetto all'eclittica.